# Яремовка (Кировоградская область)
Яремовка (укр. Яремівка) — село в Великоандрусовской сельской общине Александрийского района Кировоградской области Украины.
До 2020 года входило в Светловодский район
Население по переписи 2001 года составляло 140 человек. Почтовый индекс — 27534. Телефонный код — 5236. Код КОАТУУ — 3525281805.